# Aillutticus pinquidor
Aillutticus pinquidor là một loài nhện trong họ Salticidae.
Loài này thuộc chi Aillutticus. Aillutticus pinquidor được María Elena Galiano miêu tả năm 1987.